# Emporio Artari
Emporio Artari è un'azienda italiana specializzata nella produzione di caffè fondata da Giuseppe Artari nel 1886 a Morgex (AO).

## Storia[2]
Il panificio di Giuseppe Artari apre a Morgex nel 1886, il negozio vende anche caffè e altri generi alimentari.
Insieme al figlio Edoardo nel 1912, Giuseppe inizia a tostare direttamente il caffè.
Nel 2010 Alfredo Artari decide di dare in gestione i due negozi, quello di caffè, dolci, liquori e l'alimentario adiacente.

## Prodotti

### Caffè[5][6][7]
- Qualità rossa - Composta prevalentemente da caffè Arabica centro-Americani e tostata lentamente
- Qualità verde - Composta da varietà di caffè Arabica caraibiche e Robusta africane
- Caffè Artari 100% Arabica - Composta da una selezione di caffè Arabica del Brasile e Centro America
- Pausa Caffè - Caffè in Capsule Monodose
- A Casa Mia - Caffè in Capsule Monodose

### Cioccolatini[8]
- Piccolino - Cialda di cioccolato fondente, da gustare dopo il caffè, per esaltarne il gusto e gli aromi.
- Chicchi - Pasta di caffè qualità Arabica ricoperta da cioccolato al latte
- Frutti - Guscio di cioccolato fondente che racchiude una crema ai frutti di sottobosco.

### Liquori e distillati[9]
- Artari Café Liqueur - Realizzato con procedimento naturale dalle pregiate varietà di caffè Arabica.
- Grappa
- Genepì
- Amaro Artari